# Campina das Missões

Campina das Missões este un oraș în Rio Grande do Sul (RS), Brazilia.